# Cizre
Cizre (em árabe: جَزِيْرَة ٱبْن عُمَر; romaniz.: Jazīrat Ibn ʿUmar, ou Madinat al-Jazira; em hebraico: גזירא; Gzira; em curdo: Cizîr, Cizîra Botan ou Cizîre, em siríaco: ܓܙܪܬܐ ܕܒܪ ܥܘܡܪ; Gāzartā)) é uma cidade e distrito na província de Xernaque na região do Sudeste da Anatólia da Turquia. O distrito tem 444 km² de área e em dezembro de 2021 tinha 155 182 habitantes (densidade: 349,5 hab./km²), dos quais 130 190 na cidade. A cidade está localizado no rio Tigre, na fronteira com a Síria e perto da fronteira com o Iraque. Faz parte da região histórica da Mesopotâmia Superior eda região cultural do Curdistão turco.

## Etimologia
Os vários nomes para a cidade de Cizre são provenientes do nome árabe original Jazirate ibne Omar, que é derivado de 'jazira' (ilha), "ibne" (filho de) e do nome Omar, portanto, Jazirate ibne Omar é traduzido como "ilha de Omar". O nome árabe alternativo, Madinat al-Jazira, é composto de "madinat" ('cidade') e 'al-Jazira' (a ilha) e, portanto, pode ser traduzido como 'a cidade-ilha'. Cizre era conhecido em siríaco como Gāzartā d'Beṯ Zabdaï (ilha de Zabdicene), de 'gazarta' (ilha) e 'Beṯ Zabdaï' (Zabdicene).

## História
Cizre foi fundada como Jazirate ibne Omar no século IX pelo taglibita Haçane ibne Omar, emir de Mossul, em uma ilha artificial no Tigre. A cidade se beneficiou de sua situação como uma travessia de rio e porto, além de sua posição no final de uma antiga estrada romana que a ligava ao mar Mediterrâneo, e assim se tornou um importante centro comercial e estratégico na Alta Mesopotâmia. No século XXII, ele havia adotado um papel intelectual e religioso, e consideráveis comunidades cristãs e judaicas são atestadas. Cizre sofreu no século XV com vários demissões e acabou ficando sob o controle do Império Otomano após 1515.
Sob o controle otomano, Cizre estagnou e foi deixada como um pequeno centro de distrito dominado por ruínas no final do século XIX. O declínio da cidade continuou, exacerbado pela destruição orquestrada pelo Estado de sua população cristã nos genocídios armênios e assírios em 1915, e o êxodo de sua população judaica para Israel em 1951. a segunda metade do século XX por meio da reconstrução urbana, e sua população viu um aumento maciço como um lugar de refúgio de 1984 em diante, quando muitos fugiram do conflito curdo-turco. No final do século XX e início do século XXI, Cizre emergiu como um campo de batalha entre militantes curdos e o estado turco, que infligiu uma devastação significativa na cidade para manter o controle.

## Naturais de Cizre ilustres
- Majedadim ibne Alatir (1149–1210), historiador
- Ali ibne Alatir (1160–1233), historiador
- Leyla İmret (b. 1987), político curdo